# Vladimir Rokhlin
Vladimir Rokhlin (Voronej, 4 de agosto de 1952) é um matemático estadunidense.
É professor de ciência da computação e matemática na Universidade Yale. É co-inventor do fast multipole method (FMM) em 1987, reconhecido como um dos algoritmos top-ten do século XX.

## Biografia
Recebeu em 1973 um M.S. em matemática na Universidade de Vilnius, e em 1983 um Ph.D. em matemática aplicada na Universidade Rice. Em 1985 Rokhlin começou a trabalhar na Universidade Yale, onde é atualmente professor de ciências da computação e matemática.
É filho do matemático Vladimir Abramovich Rokhlin.

## Prêmios e honrarias
Vladimir Rokhlin recebeu diversos prêmios e honrarias, dentre os quais:
- Prêmio Leroy P. Steele 2001, juntamente com Leslie Greengard[1]
- the "Rice University Distinguished Alumni Award" in 2001[4][7]
- eleito membro da Academia Nacional de Engenharia dos Estados Unidos (2008)[8] e da Academia Nacional de Ciências dos Estados Unidos (1999)[9]
- the IEEE Honorary Membership in 2006.[10]
- elected to fellow of the Society for Industrial and Applied Mathematics in 2009[11]
- selected to receive the ICIAM Maxwell Prize from the International Council for Industrial and Applied Mathematics in 2011[2]